# Vaccinium bodenii
Vaccinium bodenii är en ljungväxtart som beskrevs av Herbert Fuller Wernham. Vaccinium bodenii ingår i Blåbärssläktet, och familjen ljungväxter. Inga underarter finns listade i Catalogue of Life.